# Toya Krummenacher
Toya Krummenacher (geboren am 5. November 1981 in Sao Paulo) ist eine Schweizer Politikerin (SP). Sie war von 2013 bis 2023 Grossrätin des Kantons Basel-Stadt.

## Leben
Toya Krummenacher besuchte die Schulen in Jegenstorf und in Santiago de Chile, wo sie im Alter zwischen 11 und 14 mit der Familie lebte. Die Matur machte sie an der Kantonsschule Obwalden. Danach studierte sie in an der Universität Basel Biologie und schloss mit einem Master in Ecology ab.
Beruflich war Krummenacher vorwiegend als Gewerkschaftssekretärin tätig. Sie war Sekretärin und Mitglied der Geschäftsleitung bei der Unia Region Nordwestschweiz. Anfang 2013 wurde sie Zentralsekretärin Frauen, Migration und Freischaffende von syndicom. Ab Dezember 2014 war sie Kampagnenleiterin bei Fair Trade Town. Seit November 2016 ist sie Regionalsekretärin beim VPOD Region Basel.
Seit Januar 2014 ist sie zudem Präsidentin des Basler Gewerkschaftsbundes (BGB).
Krummenacher ist seit dem 7. Mai 2013 Mitglied des Grossen Rates des Kantons Basel-Stadt. Sie rückte nach dem Tod von Greta Schindler nach. Sie wurde Mitglied der Wirtschafts- und Abgabekommission (WAK), in der sie bis Anfang 2019 verblieb. Von 2017 bis 2022 war sie Mitglied der Geschäftsprüfungskommission (GPK). Seit 2022 ist sie Mitglied der Petitionskommission. Im Mai 2023 trat sie aus dem Grossen Rat zurück. Für sie rückte Leoni Bolz nach.